# Inamic al poporului
Pentru piesa de teatru a lui Henrik Ibsen, vezi Un dușman al poporului. 
"Inamic al statului" se leagă aici. Pentru film, vezi Inamicul statului.
Termenul inamic al poporului (rusă: враг народа, "vrag naroda", română dușman al poporului) a fost o denumire foarte cuprinzătoare din perioada conducerii comuniste (bolșevice în Rusia) care denumea oponenții politici sau de clasă, reali sau închipuiți, uneori incluzând foști aliați. S-au mai folosit și alte denumiri: 
- inamic al muncitorilor (враг трудящихся, "vrag trudiașcihsia")
- inamic al proletariatului (враг пролетариата, "vrag proletariata")
- inamic de clasă (классовый враг, "classovîi vrag"), etc.

În particular, termenul de "inamic al muncitorilor" a fost definit în Articolul 58 (Codul penal al RSSFR).
În diferite momente, aceste calificative au fost aplicate, în particular, Casei Imperiale, aristocraților, burgheziei, clericilor, intelectualității, întreprinzătorilor particulari, culacilor, monarhiștilor, menșevicilor, socialist-revoluționarilor, Bundiștilor, sioniștilor, troțkiștilor, buhariniștilor, veteranilor bolșevici, armatei și poliției, emigranților, imigranților, sabotorilor, diversioniștilor (вредители, "vrediteli"), "paraziților sociali" (тунеядцы, "tuneiadțî"), Kavezhediștilor (oameni care au administrat sau au lucrat pentru KVZhD (Căile Ferate din Orientul Îndepărtat Chinez), (în mod particular populației rusești din Harbin, China) ca și membrilor unor anumite grupuri etnice(vezi Transferuri de populație în Uniunea Sovietică). 
Un "inamic al poporului" putea fi întemnițat, deportat sau executat iar proprietatea lui putea fi confiscată. Rudele apropiate ale inamicilor poporului erau etichetate "rude ale inamicului poporului", ceea ce ducea la restrângerea drepturilor lor sau la represiuni similare cu ale "inamicului poporului". Erau denumiți în mod obișnuit lișeneț (лишенецы). Orice membru al familiei victimei care mai era încă în libertate, nu se putea bucura de funcții de răspundere și numai în cazuri excepționale mai puteau fi tolerați ca membri ai partidului comunist – singura cheie care deschidea calea către nomenclatura sovietică. Să fii prieten cu un "inamic al poporului" era un motiv suficient de mare pentru a te face suspect în ochii autorităților.
În 1927, codul penal al Uniunii Sovietice a fost modificat drastic. Reforma codului penal a transformat țara într-un stat polițienesc, plin de informatori, care erau denumiți în mod peiorativ stucaci (стукач, "ciocan de bătut la ușă"). În conformitate cu Articolul 58 (Codul Penal al RSSFR), toată lumea era obligată să raporteze toate "activitățile antisovietice", inclusiv orice formă de exprimare a nemulțumirii față de politica partidului comunist, chiar și în glume întâmplătoare. Această politică a dus la creșterea semnificativă a numărului de condamnați din gulaguri și din cauză că cei care neglijau să-și toarne rudele sau prietenii erau la rândul lor condamnați. Propaganda oficială ca și cei implicați în mișcarea de pionieri au ajutat la îndoctrinarea tineretului sovietic să urmeze exemplul lui Pavlik Morozov, un băiețel care și-a turnat propriul tată, un culac. 
Se poate pune întrebarea de unde erau așa de mulți inamici ai muncitorilor, contrar afirmațiilor inițiale ale bolșevicilor că ar fi stârpit clasa oponeților proletariatului din Uniunea Sovietică. Acest fapt a fost explicat cu ușurința de doctrina stalinistă prin "teoria ascuțirii luptei de clasă în socialism". Această teorie postula că în socialism crește lupta de clasă mult mai intens pe timpul dictaturii proletariatului, acest fapt cerând măsuri extreme. Marxiștii antistaliniști, în mod particular troțkismul, au respins aceste idei.
Din 1937, rândurile "inamicilor poporului" au fost lărgite în mod semnificativ prin introducerea categoriei membru al familiei trădătorului Patriei Mamă.
Tratamentul extrem aplicat oponenților este unul dintre numeroasele motive pentru care regimul sovietic a fost considerat autoritarist sau chiar totalitarist.

## Articole înrudite
- Marea Epurare
- Dictatura proletariatului
- Troica NKVD
- Parazitism social
- Lișeneț